# Championnat du Qatar de football 1991-1992
Navigation
Saison précédente Saison suivante
La saison 1991-1992 du Championnat du Qatar de football est la vingt-huitième édition du championnat national de première division au Qatar. Les neuf meilleures équipes du pays sont regroupées au sein d'une poule unique où elles s'affrontent deux fois, à domicile et à l'extérieur. En fin de saison, il n'y a ni promotion, ni relégation.
C'est le club d'Al Ittihad Doha qui remporte la compétition, après avoir terminé en tête du classement final, avec un seul point d'avance sur le Qatar SC et trois sur Sadd Sports Club. C'est le tout premier titre de champion du Qatar de l'histoire du club.

## Les clubs participants
| - Al-Rayyan SC - Al-Arabi Sports Club - Al Ahly Doha - Al Taawun - Al Ittihad Doha - Qatar SC - Sadd Sports Club - Al Shamal - Al-Wakrah Sports Club |

## Compétition

### Classement
Le classement est établi sur le barème de points classique (victoire à 2 points, match nul à 1, défaite à 0).
| Rang | Équipe                   | Pts | J  | G  | N | P  | Bp | Bc | Diff |
| ---- | ------------------------ | --- | -- | -- | - | -- | -- | -- | ---- |
| 1    | Al Ittihad Doha          | 25  | 16 | 10 | 5 | 1  | 22 | 10 | +12  |
| 2    | Qatar SC                 | 24  | 16 | 10 | 4 | 2  | 29 | 6  | +23  |
| 3    | Sadd Sports Club         | 22  | 16 | 9  | 4 | 3  | 22 | 14 | +8   |
| 4    | Al-Arabi Sports Club (T) | 21  | 16 | 9  | 3 | 4  | 25 | 18 | +7   |
| 5    | Al-Rayyan SC             | 18  | 16 | 7  | 4 | 5  | 24 | 12 | +12  |
| 6    | Al Ahly Doha (C)         | 12  | 16 | 5  | 2 | 9  | 20 | 25 | -5   |
| 7    | Al-Wakrah Sports Club    | 11  | 16 | 4  | 3 | 9  | 15 | 29 | -14  |
| 8    | Al Taawun                | 6   | 16 | 2  | 2 | 12 | 14 | 33 | -19  |
| 9    | Al Shamal                | 5   | 16 | 2  | 1 | 13 | 17 | 41 | -24  |

|  | Qualification pour la Coupe d'Asie des clubs champions 1992-1993             |
|  | Qualification pour la Coupe des Coupes 1992-1993                             |
|  | (T) : Tenant du titre (C) : Vainqueur de la Coupe du Qatar (P) : Promu de D2 |

## Bilan de la saison
| Championnat du Qatar de football 1991-1992                        |                             |
| Champion                                                          | Al Ittihad Doha (1er titre) |
| Coupes et trophées                                                |                             |
| Vainqueur de la Coupe du Qatar 1991-1992                          | Al-Arabi Sports Club        |
| Qualifications continentales                                      |                             |
| Coupe d'Asie des clubs champions 1992-1993                        | Al Ittihad Doha             |
| Coupe des Coupes 1992-1993                                        | Al-Arabi Sports Club        |
| Promotions et relégations                                         |                             |
| Promus en Qatar Stars League                                      | Aucun                       |
| Relégués en Championnat du Qatar de football de deuxième division | Aucun                       |